# Gedenkstätte bei Voßberg

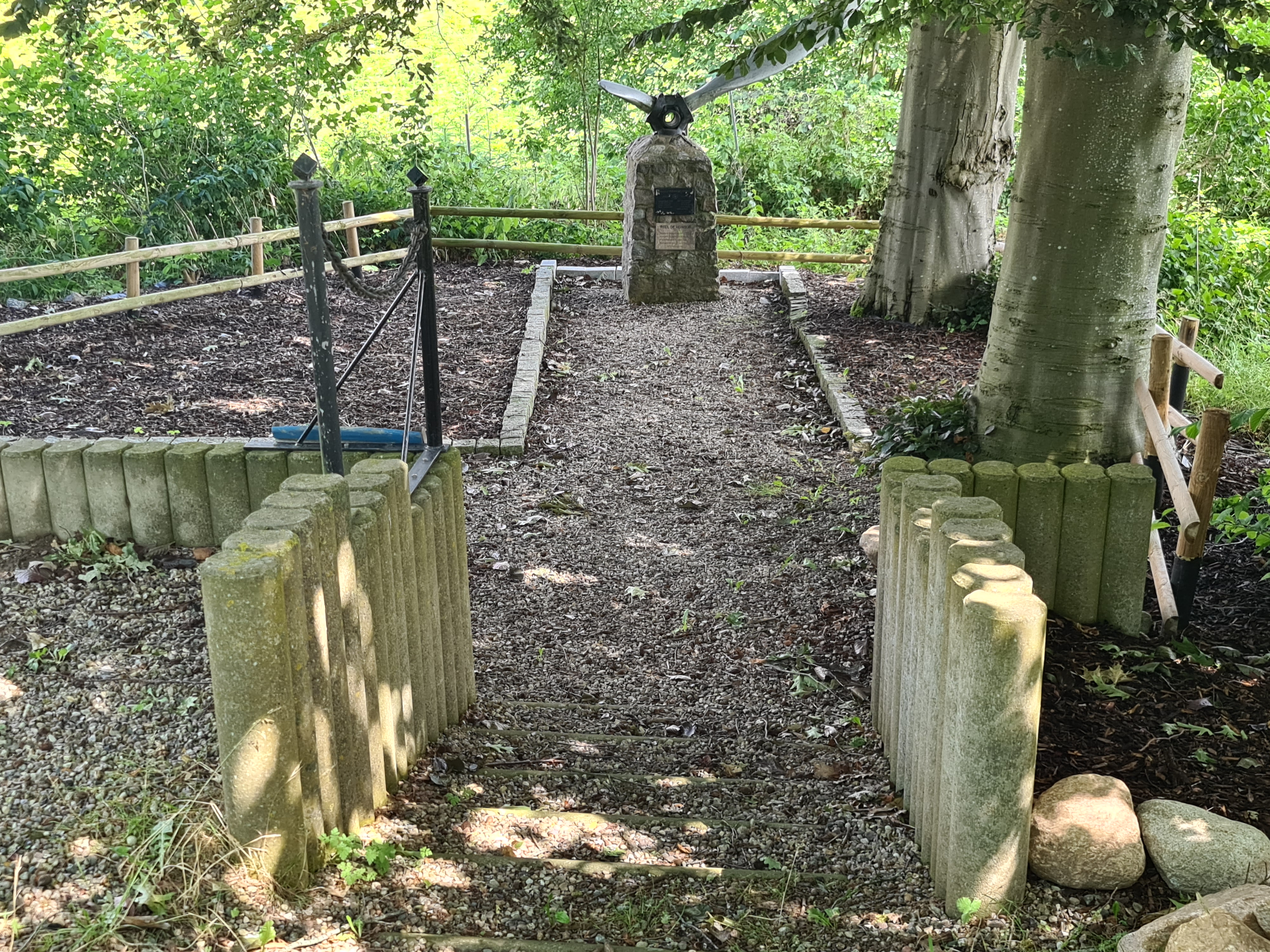
Die Anlage der Gedenkstätte

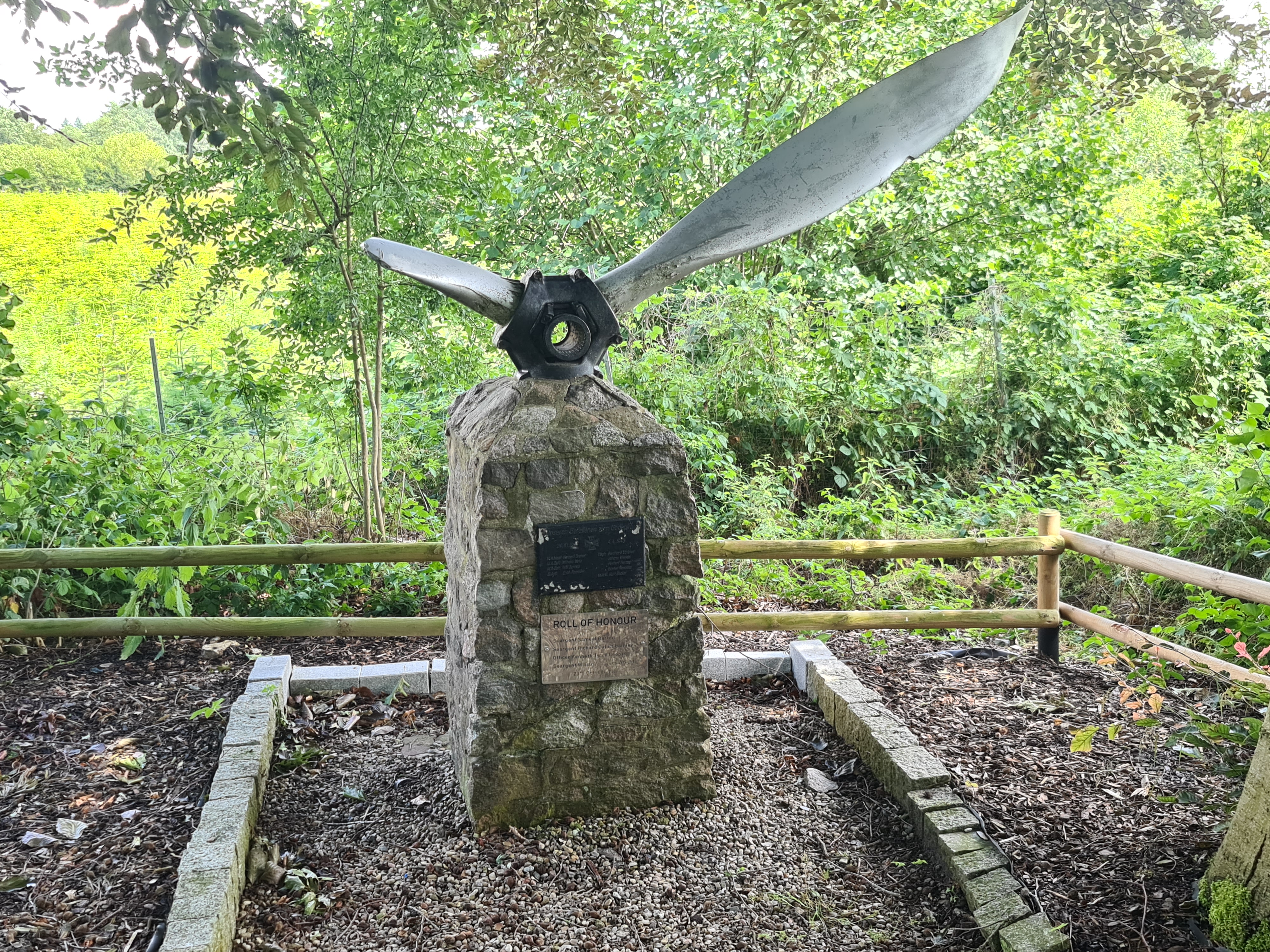
Der Feldsteinsockel mit dem Propeller und den Gedenktafeln

Die Gedenkstätte bei Voßberg ist eine Gedenkstätte nahe der Siedlung Voßberg, an der L211 in der Gemeinde Dobersdorf im Kreis Plön in Schleswig-Holstein, die an zwei Ereignisse während des Zweiten Weltkrieges und an gefallene Briten und Deutsche erinnert.

## Anlage
Die Anlage besteht aus einem quadratischen, aus behauenen Feldsteinen errichteten Sockel, auf dem sich der Teil eines Propellers befindet und an dem zwei Tafeln befestigt sind – die obere mit den Namen der gefallenen Deutschen, die untere mit den Namen der gefallenen Briten.
Auf den Sockel führt ein kurzer eingefasster Schotterweg, vor der Anlage befindet sich vor einer Umfassungsmauer ein Anker (die deutschen Soldaten gehörten z. T. der Marine an) auf einer kleinen geschotterten Fläche. Eine Informationstafel erläutert die Anlage.

## Geschichte
Die Gedenkstätte erinnert an den Absturz eines bei einem Luftangriff auf Kiel angeschossenen britischen Bombers am 23. oder 24. Oktober 1941 (kurz vor oder nach Mitternacht) in eine Scheinwerferstellung (die sich auf einer leichten Anhöhe in der Nähe der Gedenkstätte befand). Dabei kamen die vierköpfige Besatzung des Bombers sowie vier Soldaten der Scheinwerferstellung ums Leben.
Überlebende Soldaten der Scheinwerferstellung errichteten die Gedenkstätte – höchstwahrscheinlich ist der verwendete Propeller ein Teil des abgestürzten Bombers.
Am 4. April 1943 erfolgte ein erneuter Angriff auf Kiel, wobei ein Teil der Bomber das Ziel verfehlte und die Gegend und Dörfer um die Gedenkstätte schwer traf. Dabei wurde eine in der Nähe der Gedenkstätte gelegene Flakstellung von einer Luftmine getroffen, wobei fünf Soldaten ihr Leben verloren – unter denen sich auch die überlebenden Soldaten befanden, die etwa 1 ½ Jahre zuvor die Gedenkstätte errichtet hatten.
Zunächst wurde eine Tafel mit den Namen der neun deutschen Toten, später auch eine Tafel mit den Namen der vier britischen Toten (die auf dem Kiel War Cemetery ruhen) angebracht.

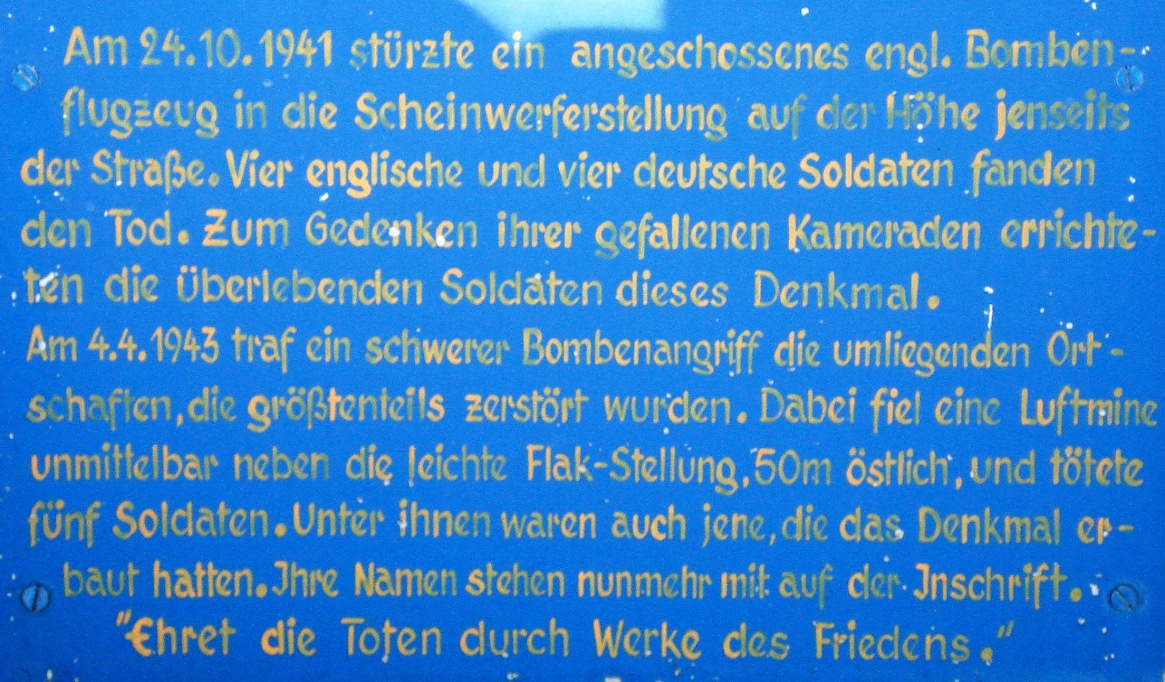
Informationstafel an der Gedenkstätte Vossberg
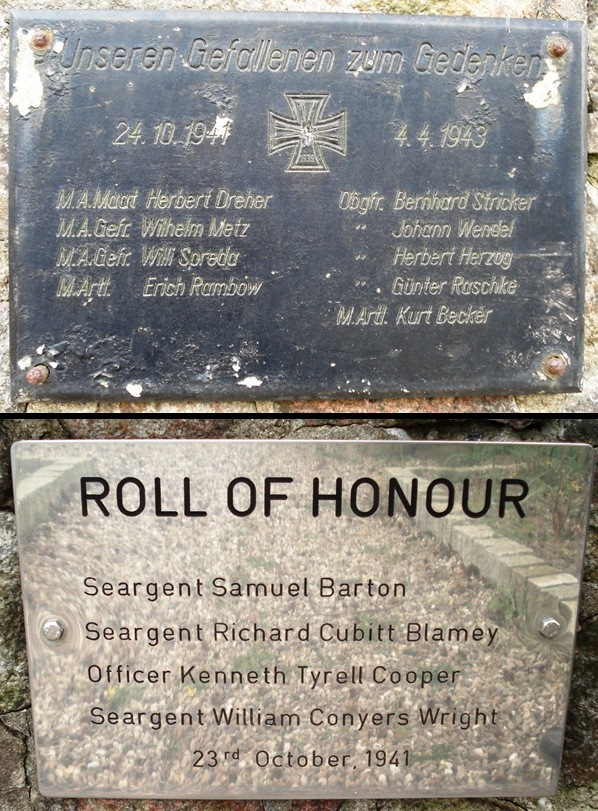
Tafeln an der Gedenkstätte bei Voßberg
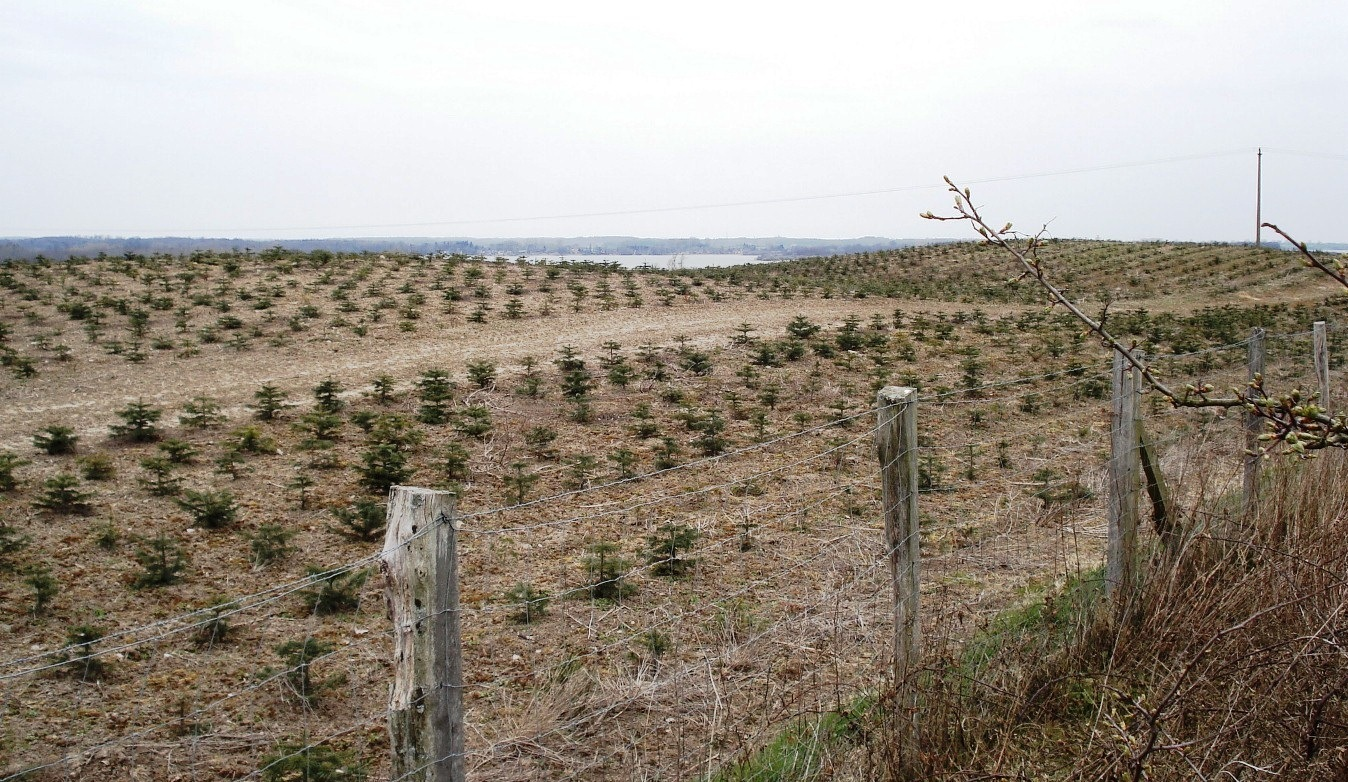
Die Anhöhe westlich der Gedenkstätte auf der sich die Scheinwerferstellung befand und der Bomber abgestürzt ist (im Hintergrund der Dobersdorfer See)
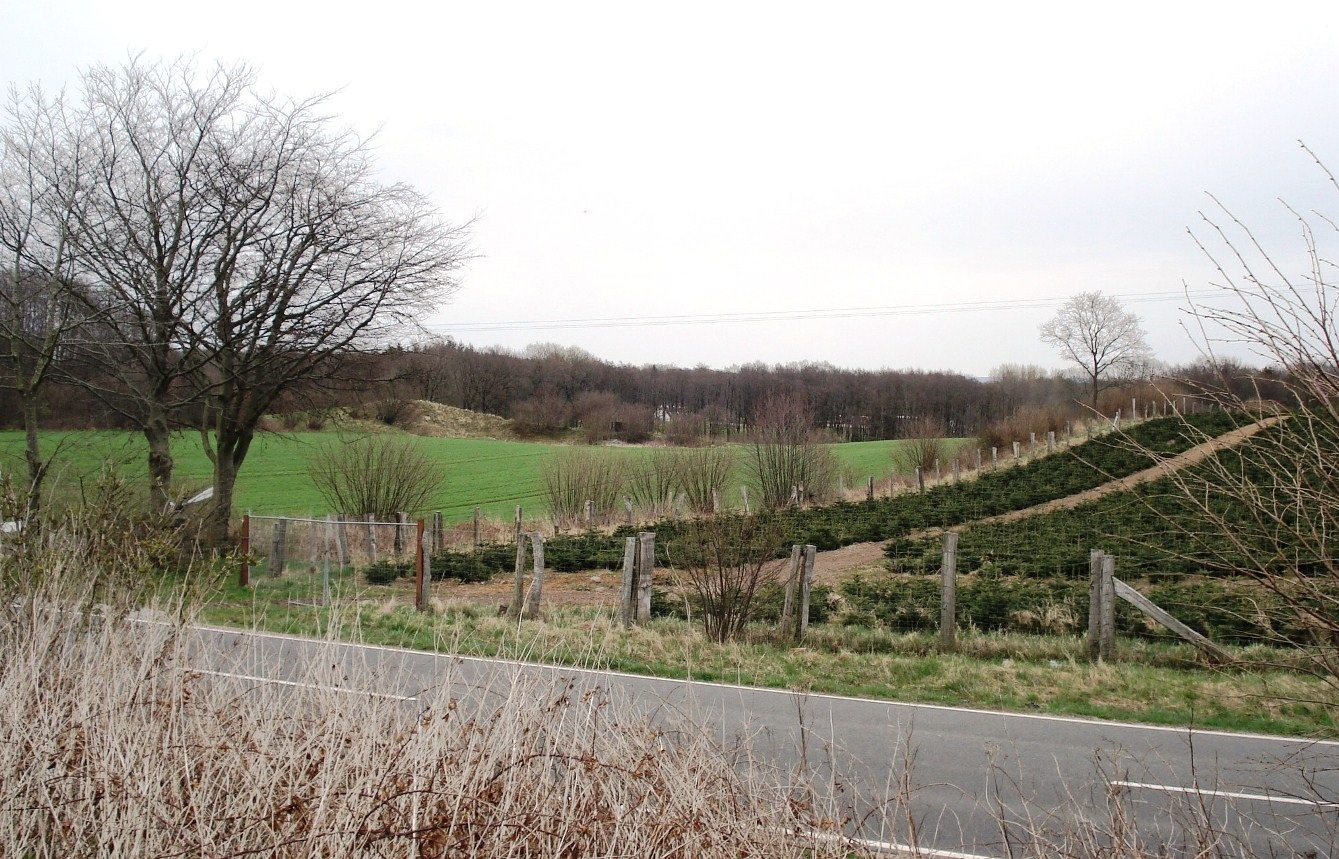
Das Gelände östlich der Gedenkstätte (auf der linken Seite) wo sich die Flakstellung befand